# Аль-Абид, Назик
Назик аль-Абид (араб. نازك العابد‎; 1898—1959, Дамаск) — первая арабская суфражистка и сирийский борец за национальную независимость. Известна как «cирийская Жанна д'Арк».

## Биография
Родилась в богатой семье аристократа, приближённого османского султана Абдулхамида II.
В детстве жила в роскоши. В зрелом возрасте оставила свою праздную жизнь для активной гражданской деятельности и борьбы за независимость Сирии. Её деятельность приводила в ярость консервативные круги Дамаска, Назик рассматривалась ими как бунтарь.
24 июля 1920 года приняла участие в сражении с французами на перевале Мейсолун, где пыталась спасти смертельно раненого генерала Юсефа аль-Азмеха.
С 1921 года — президент сирийского отделения Международного комитета «Красного креста», а в 1922 году создала в стране организацию по образцу «Красного креста», названную «Красный полумесяц».
В 1925—1927 годах она вновь приняла участии в народном восстании против французского мандата. После поражения восстания ей пришлось эмигрировать из страны, но уже в 1929 году она вернулась на родину.
В 1929 году приняла участие в создании общества «Ассоциация пробуждения дамасских женщин», которое предлагало курсы английского языка и шитья для бедных девушек. Кроме этого, основала две ассоциации с государственными фондами: «Красная звезда» и «Свет Дамаска», которые содействовали распространению культуры арабского мира в школах для девочек.